# Kim Kap-soo
Kim Kap-soo (Seul, 7 aprile 1957) è un attore sudcoreano.

## Filmografia parziale

### Cinema
- Two Sisters, regia di Kim Ji-Woon (2003)
- I Saw the Devil, regia di Kim Jee-woon (2010)
- Steel Rain, regia di Yang Woo-suk (2017)

### Televisione
- Taejo Wang Geon (태조 왕건) – serie TV (2000-2002)
- Haesin (해신?) – serie TV (2004-2005)
- Yeon-ae sidae (연애시대) – serie TV (2006)
- Geudeur-i saneun sesang (그들이 사는 세상) – serie TV (2008)
- Bam-imyeon bammada (밤이면 밤마다) – serie TV (2008)
- Cinderella eonni (신데렐라 언니) – serie TV (2010)
- Seonggyun-gwan scandal (성균관 스캔들) – serie TV (2010)
- Chuno (추노?) – serie TV (2010)
- Jeon Woo-chi (전우치) – serie TV (2012-2013)
- Iris II: New Generation (아이리스2) – serie TV (2013)
- Choegoda Lee Soon-shin (최고다 이순신) – serie TV (2013)
- Gamgyeok sidae: Tusin-ui tansaeng (감격시대: 투신의 탄생) – serie TV (2014)
- Yeon-ae malgo gyeolhon (연애 말고 결혼) – serie TV (2014)
- Hanyeodeul (하녀들) – serie TV (2014-2015)
- Blood (블러드) – serie TV (2015)
- Pongdang pongdang love (퐁당퐁당 LOVE) (2015)
- Dongnebyeonhosa Jo Deul-ho (동네변호사 조들호) – serie TV, 20 episodi (2016)
- Manyeobogam (마녀보감?) – serie TV, episodio 20 (2016)
- The K2 (더 케이투) – serie TV (2016)
- Chief of Staff – serie TV (2019)
- Sweet Home – serie TV (2020)
- Hospital Playlist (슬기로운 의사생활?, Seulgiro-un uisasaenghwalLR) – serie TV (2020-2021)
- La regina delle lacrime (눈물의 여왕?, Nunmur-ui yeo-wangLR) – serie TV (2024)